# フイリマングース
フイリマングース（Urva auropunctata）は、食肉目マングース科カニクイマングース属に分類される哺乳類。形態が類似するジャワマングースと同一種とする見解もあったが、分子系統解析により独立種とされるようになった。別名ヒメインドマングース。

## 分布
ミャンマー、中国南部、バングラデシュ、ブータン、ネパール、インド、パキスタン、アフガニスタン、イランを原産地とする。タイプ標本の産地はネパール。
西インド諸島、ハワイ、フィジー、プエルトリコ、日本（沖縄本島・奄美大島）などに外来種として移入分布する。

## 形態
頭胴長は25 - 37センチメートル。体重は0.3 - 1キログラム。雌の方が小型。近縁のジャワマングースと比べて、体は全体的に小さい。体形は細長く、四肢が短い。体色は黒褐色から黄土色。雌雄ともに肛門付近に臭腺があって悪臭を放つ。見た目が似ているため、テンやイタチ類、ニホンアナグマと間違われることがある。
歯列は門歯上下6本ずつ、犬歯上下2本ずつ、臼歯上下8本ずつ、大臼歯上顎4本・下顎4 - 6本の計40 - 42本。

## 生態
農地、自然林、湿地、草地、海岸、砂漠、都市などの開放的な環境を好む。原産地は温暖な気候で、10 - 41 ℃が生息に適した環境温度と考えられている。行動圏は2 - 18ヘクタールで雄の方が広く、重複する。他の同程度の大きさの哺乳類と比べて行動圏は非常に狭いため、必然的に生息密度は高くなる。
雑食性で哺乳類、鳥類、爬虫類、昆虫、果実まで何でも食べる。日本に定着しているフイリマングースの消化管内容物と糞の解析から、昆虫類が主な餌資源であることが判明している。木を登ったり、穴を掘ったりする行動はしない。水を避ける傾向があり、水深5cm以上の水には積極的に入らない。
1 - 9月に交尾し、妊娠期間は7週間程度。3 - 11月の間に年2回出産し、1回に2 - 3匹の仔を産む。寿命は2年以下。

## 分類
1836年にブライアン・ホートン・ホジソンにより記載された。種小名auropunctataは「金の斑入り」の意。かつてはエジプトマングース属Herpestesに分類され、同属でインドネシアやマレーシアに分布するジャワマングースの亜種として扱われていたこともあるが、DNA解析によって2000年代後半からは独立種として認められている。2009年からカニクイマングース属に移されている。なお、特定外来生物法では、ジャワマングース（Herpestes javanicus）が種名として当分使用されることとしている。
このようにマングース類の分類は、科学的な検証がなされないまま、かなり混乱してきた歴史がある。沖縄に導入されたマングースも、ジャワマングースとして同定されていただけでなく、ハイイロマングースやインドトビイロマングースとする諸説が混在していた。

## 保全状況評価
中国のレッドリストでは危急種に指定されている。

## 外来種問題

### 導入
西インド諸島を始めとする世界各地の島々では大規模なサトウキビ農園の害獣となるネズミ類を駆除するため、生物的防除の一環としてフイリマングースが導入された。最初に導入されたのはジャマイカであり、1872年に9頭のフイリマングースが持ち込まれた。フイリマングースはネズミ駆除以外にも、毒蛇の天敵としても注目された。毒蛇対策としてフイリマングースが導入された地域は、西インド諸島のマルティニーク、セントルシア、アドリア海の島々などがある。日本の南西諸島でもネズミ対策に加えて、ハブ対策を目的として導入された。その時点ではマングースが素早い身のこなしでハブを攻撃するだろうと考えられていた。沖縄本島では1910年に、動物学者の渡瀬庄三郎の勧めによって、ガンジス川河口付近で捕獲された13〜17頭の個体が那覇市および西原町に放たれた。また、続いて1979年には沖縄本島から奄美大島へ導入が行われた。20年で１万匹ほどに増えたとみられる。2009年には鹿児島市でも生息が確認されたが、実際は30年以上前から生息していたと考えられている。渡名喜島、伊江島、渡嘉敷島、石垣島にも導入されたが、定着しなかった。
フイリマングースは水が苦手で泳ぎがうまくないため、定着した島から別の島へ自力で移動することはほとんどない。しかし、近年では定着地の周辺の島々で、物資に紛れ込むなどの原因で非意図的な分布拡大が起きている。カウアイ島では2004年に、サモアでは2010年に目撃例がある。
フイリマングースは少なくとも世界の76の島々に定着している。ただし、世界の島々に定着しているマングース全てがフイリマングースであるとは限らず、フィジー諸島ではフイリマングースとは別種のインドトビイロマングースの定着が遺伝子解析から明らかになっている。

### 被害
害獣対策として期待されたフイリマングースだったが、実状はあまり毒蛇やネズミを食べなかった。逆にハブに捕食される個体がいた。また、フイリマングースの手が届かないような場所を住処とする、樹上性のクマネズミが増加してしまった。（なお後に、マングースの駆除をしたことにより、クマネズミが増加することはなかったことが示されている）
一方で、その地域の自然を代表する希少な生物が捕食されてしまい、生態系が破壊される事態になっている。フイリマングースが定着した西インド諸島ではソレノドンやフチアなどの希少な哺乳類、ヤマウズラバトやズグロシロハラミズナギドリなどの鳥類が影響を受け、個体数の減少もしくは絶滅を招いている。また、タイマイの卵を捕食している姿も確認されている。モーリシャスでは固有種のモモイロバトを脅かしている。沖縄本島や奄美大島ではアマミノクロウサギ、ケナガネズミ、アマミトゲネズミ、ワタセジネズミ、ホントウアカヒゲ、リュウキュウハシブトガラス、リュウキュウメジロ、アカマタ、ガラスヒバァ、ハイ、リュウキュウアオヘビ、キノボリトカゲ、ヘリグロヒメトカゲ、アオカナヘビ、アマミイシカワガエル、オットンガエル、アマミハナサキガエル、オキナワアオガエル、ハナサキガエル、イボイモリ、リュウキュウツヤハナムグリ、オキナワクマバチなどの固有種や希少種の捕食記録が多数ある。特に繁殖力の低いアマミノクロウサギの巣穴に侵入する姿が確認されており、絶滅に追い込むことが危惧されている。また、捕食を示す直接的な証拠はないが、地上性の飛べない鳥であるヤンバルクイナへの影響も心配されている。

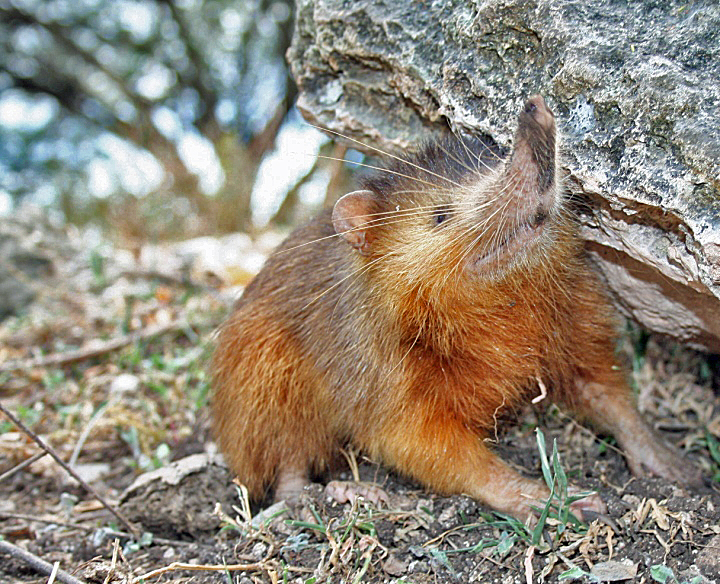
ソレノドン
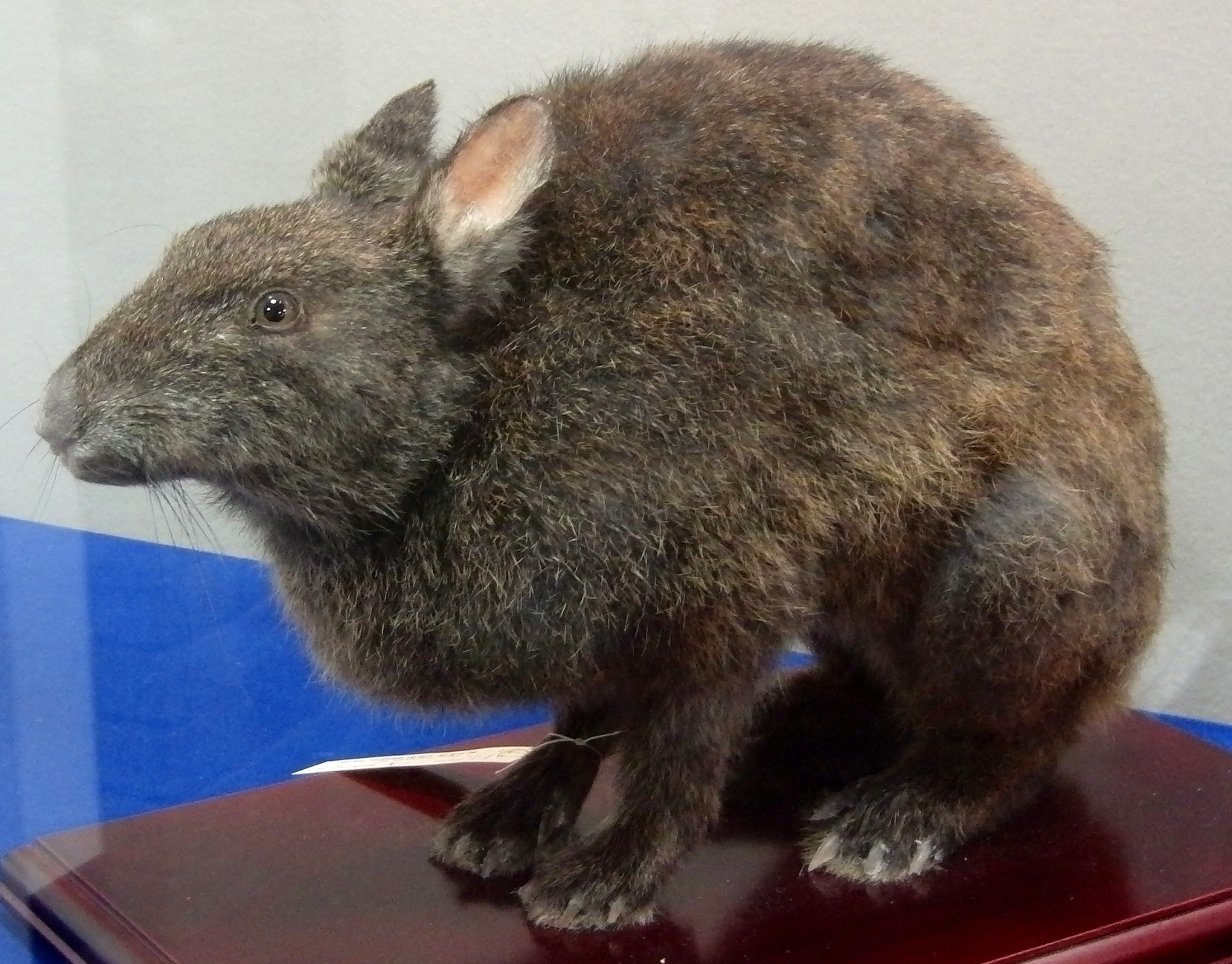
アマミノクロウサギ
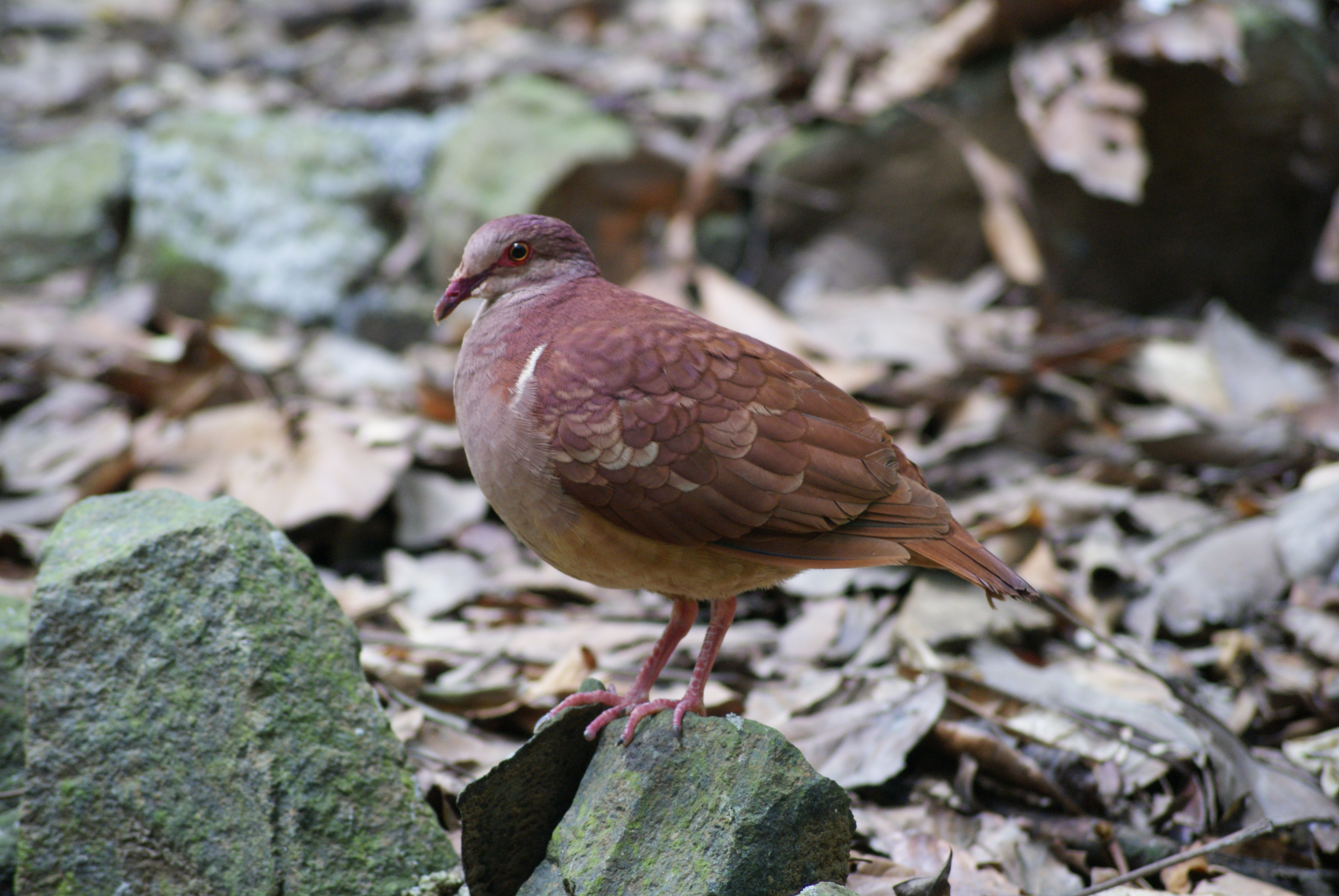
ヤマウズラバト
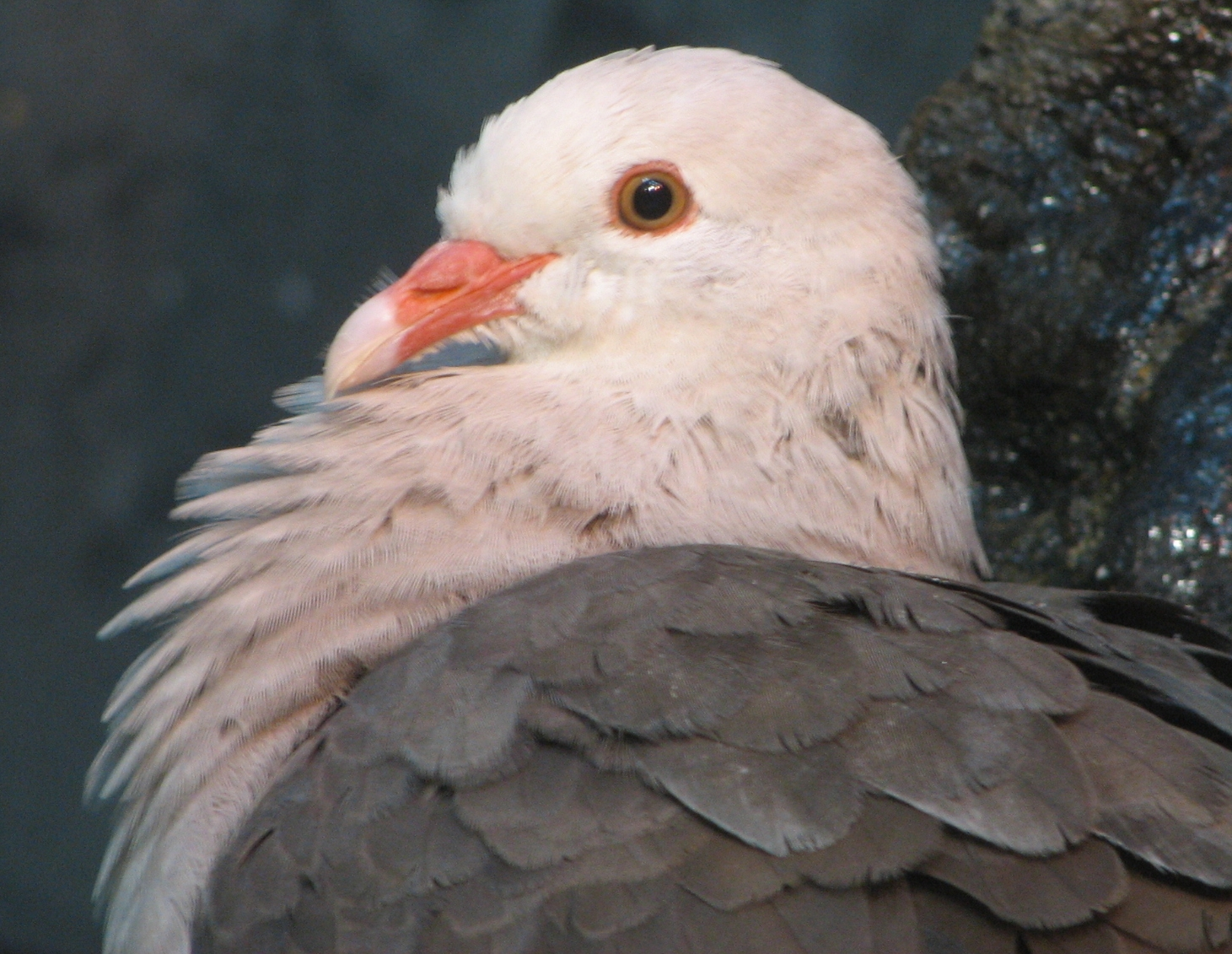
モモイロバト
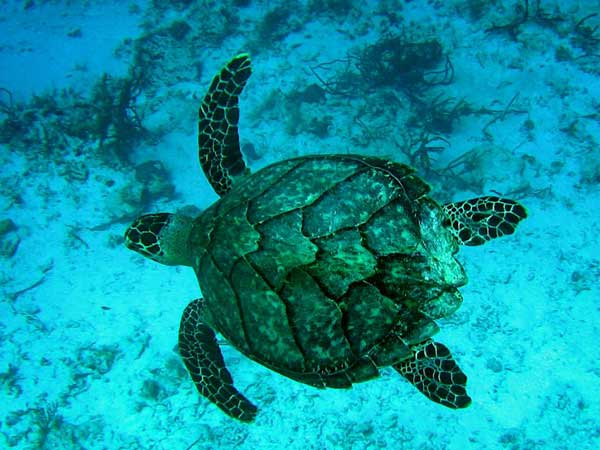
タイマイ
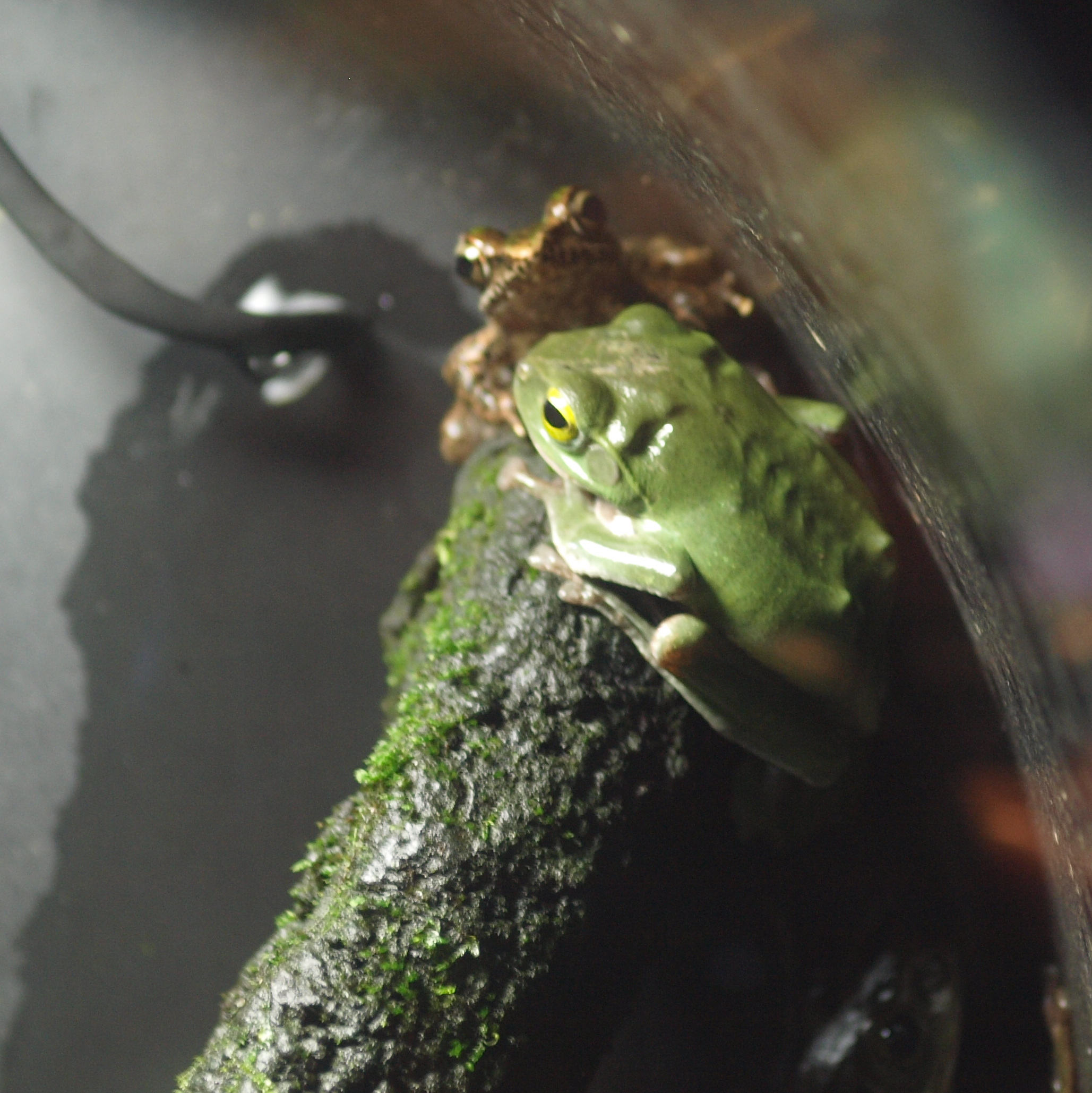
オキナワアオガエル

生態系だけでなく、経済社会や人間の健康にも大きな影を落としている。例えば、その獰猛な食性のために沖縄本島では養鶏に甚大な被害を与え、関係者を悩ませている。さらに、マンゴー、タンカン、バナナ、ポンカンなどへの農業被害も報告されている。

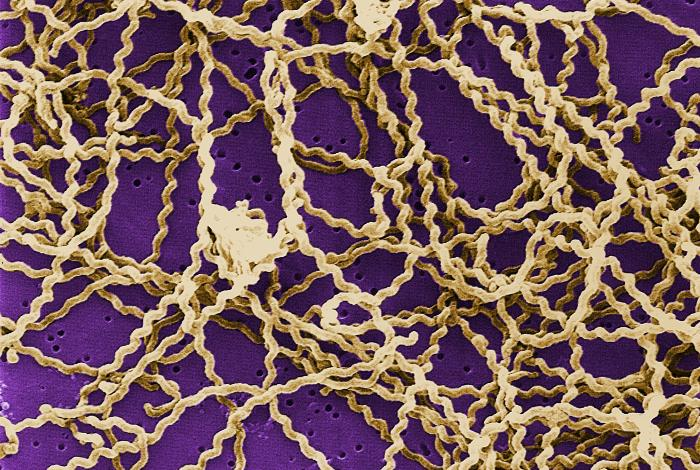
病原性レプトスピラ

また、フイリマングースは人間にとって危険な病気をばらまくことにも関与している。人獣共通感染症のレプトスピラ症の原因となる病原性レプトスピラを媒介する。西インド諸島では狂犬病ウイルスの媒介が問題視されている。
国際自然保護連合が指定する世界の侵略的外来種ワースト100の一種に選ばれている。日本生態学会により日本の侵略的外来種ワースト100に選定されている。

### 対策
ジャマイカでは1890年にフイリマングースの駆除が開始された。プエルトリコ、キューバ、グレナダなどでは毒餌を用いた駆除が行われている。
日本では1993年に名瀬市（現 奄美市）が有害鳥獣捕獲として駆除に乗り出したのを皮切りに、各地の市町村で駆除事業が行われるようになった。1996年には環境庁（現 環境省）と鹿児島県が「島嶼地域の移入種駆除・制御モデル事業」としてマングースの生態や分布状況を調査し始め、これが外来種対策を検討する日本初の試みとなった。当初は、有害駆除に基づいてマングースを捕獲した者へ地方自治体や県から報奨金が支払われる仕組みをとっていた。しかし、報奨金制度では数をとっても住民が自分の回収しやすい所にしか罠をしかけないため捕獲が一定地域に限られ、マングースの増加、分布拡大を抑えることができないことが明らかとなり、科学的な知見による防除計画とそれを支える体制が必要となってきた。2005年に特定外来生物による生態系等に係る被害の防止に関する法律によってフイリマングースが特定外来生物に指定されたのを契機に、環境省の事業によりマングース防除実施計画が本格化した。沖縄本島と奄美大島の両地域では「マングースバスターズ」と呼ばれる捕獲チームを結成し、生け捕り式の箱罠と捕殺式の筒罠を大量に投入した。
奄美大島では2000年度に3,884頭を捕獲し、2005年からは奄美マングースバスターズにより、報奨金制度では成し得なかった森の中への網羅的な罠の設置を開始し、その後も罠の数を増やし続け、ピーク時の2013年には約36000個の罠が設置された。また罠による捕獲と並行してマングース探索犬も導入され、トラップシャイの個体や育児のため巣穴にこもっている雌個体を捕獲するなどの成果をあげた。それにより2012年度の捕獲数は196頭まで下がり、2017年時点では更に10頭に減少した。2017年と2018年には、罠や犬を使うことが難しい地域に薬剤を用いた駆除も行った。その結果、2018年4月を最後に捕獲が途絶えて、カメラトラップや探索犬によるモニタリングでも生存の情報がなく、統計学的手法で2018年にいたマングースが2023年までに罠にかかる確率が99%あると計算されるにもかかわらず1匹もかからなかった為、2024年9月には奄美大島での根絶が宣言された。2025年2月7日、環境省は奄美市の山中に最後まで残っていた捕獲用の罠を回収した。1993年から2018年までの捕獲数は累計32647頭であった。アマミノクロウサギ他の幾つかの奄美固有種の個体数回復も報告されている。
沖縄本島では希少な固有種が数多く生息する自然が残っている「やんばる地域」の南端に、高さ120cm、総延長4168mの侵入防止柵が設置された。これによってマングースが多く生息している南部から「やんばる地域」への侵入を防ぎ、柵の北側の個体数も低く抑えられている。
フイリマングースの根絶事例は、奄美大島を除けばカリブ海の6つの島とフロリダのドッジ島のみである。カリブ海の無人島であるバック島では1960年代の捕獲駆除で根絶に一度失敗したが、1980年代の捕獲駆除で根絶を達成した。ドッジ島の例では、侵入したマングースの早期発見と迅速な初動対応が根絶の成功に大きく貢献したとされる。これらの地域では根絶の結果、在来種の個体数の増加や生態系の回復が確認されている。また根絶された奄美大島でも、アマミノクロウサギだけでなく在来ネズミ2種の回復も確認されている（同時に、当初懸念されたマングースの駆除によるクマネズミの増加も杞憂だったことが示された）。
まだ侵入が確認されていない国や地域では、侵入を未然に防ぐ取り組みが行われている。アメリカ合衆国やニュージーランドでは本種を輸入禁止種に指定している。

### 書籍
- 村上興正・鷲谷いづみ（監修） 日本生態学会（編著）『外来種ハンドブック』地人書館、2002年9月30日。ISBN 4-8052-0706-X。
- 米田政明 「ジャワマングース」『日本の哺乳類【改訂2版】』阿部永監修 東海大学出版会、2008年、91頁。
- 鈴木欣司『日本外来哺乳類フィールド図鑑』旺文社、2005年7月20日。ISBN 4-01-071867-6。
- 池田 透『外来生物が日本を襲う!』青春出版社、2007年2月。ISBN 978-4413041669。
- 多紀保彦（監修） 財団法人自然環境研究センター（編著）『決定版 日本の外来生物』平凡社、2008年4月21日。ISBN 978-4-582-54241-7。
- 山田文雄・小倉 剛・池田 透『日本の外来哺乳類 管理戦略と生態系保全』東京大学出版会、2011年12月15日。ISBN 978-4130602211。

### 論文
- Nellis, D. W. (1989). “Herpestes auropunctatus”. Mammalian Species 342:  1-6.
- 阿部愼太郎「マングースたちは奄美で何を食べているのか？」『チリモス』第3巻、1992年、1-18頁。
- 当山昌直・小倉 剛「マングース移入に関する沖縄の新聞記事」『沖縄県史研究紀要』第4巻、1998年、141-170頁。
- 川上 新「沖縄県におけるマングースの移入と現状について」『しまたてい』第11巻、2000年、10-13頁。
- 小倉 剛・佐々木健志・当山昌直・嵩原建二・仲地 学・石橋 治・川島由次・織田銑一「沖縄島北部に生息するジャワマングース(Herpestes javanicus)の食性と在来種への影響」『哺乳類科学』第42巻第1号、2002年、53-62頁。
- 石橋 治・阿波根彩子・中村正治・盛根信也・平良勝也・小倉 剛・仲地 学・川島由次・仲田 正「沖縄島北部のジャワマングース(Herpestes javanicus)およびクマネズミ(Rattus rattus)におけるレプトスピラ(Leptospira spp.)の保有調査」『Japanese journal of zoo and wildlife medicine』第11巻第1号、2006年、35-41頁。
- 山田文雄「マングース根絶への課題」『哺乳類科学』第46巻第1号、2006年、99-102頁。
- 与儀元彦・小倉 剛・石橋 治・川島由次・砂川勝徳・織田銑一「沖縄島の養鶏業におけるマングースの被害」『沖縄畜産』第41巻、2006年、5-13頁。
- Veron, G., M. L. Patou, G. Pothet, D. Simberloff and A. P. Jennings (2007). “Systematic status and biogeography of the Javan and small Indian mongooses (Herpestidae, Carnivora)”. Zoologica Scripta 36:  1-10.
- 小高信彦・久高将和・嵩原建二・佐藤大樹「沖縄島北部やんばる地域における森林性動物の地上利用パターンとジャワマングースHerpestes javanicusの侵入に対する脆弱性について」『哺乳類科学』第58巻第1号、2009年、28-45頁。
- 船越公威「鹿児島市で生息が確認されたマングース－分布拡大の阻止に向けてHerpestes auropunctatusの食性について」『遺伝』第64巻、2010年、92-97頁。
- Veron, G., M. L. Patou, D. Simberloff, P. A. McLenachan and C. G. Morley (2010). “The Indian brown mongoose, yet another invader in Fiji”. Biological Invasions 12:  1947-1951.
- 船越公威・新井あいか・永里歩美・山下 啓・阿久根太一・川路貴代・岡田 滋・玉井勘次「鹿児島市に生息するフイリマングースHerpestes auropunctatusの食性について」『哺乳類科学』第52巻第2号、2012年、157-165頁。